# Sorina Nwachukwu
Sorina Nwachukwu (Witten, 21 augustus 1987) is een atlete uit Duitsland, die zich heeft toegelegd op de sprint.
Nwachukwu heeft een Nigeriaanse vader, Godson Nwachukwu, die in Nigeria een succesvol atleet en jeugdvoetballer was.
Op de Olympische Spelen van Peking in 2008 liep Nwachukwu voor Duitsland op de 4 × 400 m estafette. Het Duitse team eindigde als zesde in de finale.
Op de wereldkampioenschappen van 2009 liep Nwachukwu met het Duitse team naar de vijfde plaats.
- World Athletics: 14279096